# Трофімов Олександр Олексійович
Олександр Олексійович Трофімов (рос. Александр Алексеевич Трофимов; нар. 18 березня 1952, Москва) — радянський та російський актор театру і кіно, заслужений артист Росії (1992), народний артист Росії (2013), провідний актор Театру на Таганці.

## Життєпис
Олександр Трофімов народився 18 березня 1952 року в Москві. У 1974 році закінчив Вище театральне училище ім. Б. Щукіна та вступив до трупи Театру на Таганці.

## Фільмографія
- 1987 — Мандрівник — Беллінсгаузен
- 1984 — «Мертві душі» — Микола Гоголь
- 1981 — «Жінка у білому» — Піску, сицилійський революціонер
- 1979 — «Маленькі трагедії» — Вальсінгам
- 1978 — «Д'Артаньян та три мушкетери» — Кардинал Рішельє